# Chambre des lords irlandaise

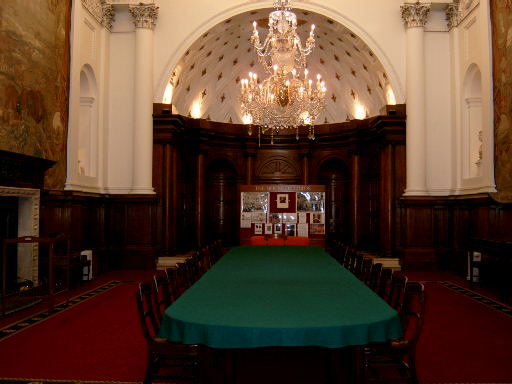
L'ancienne salle de la Chambre des Lords dans le vieux bâtiment du Parlement à College Green, qui appartient maintenant à la Banque d'Irlande.

La Chambre des lords irlandaise (en irlandais Teach na dTiarnai) était la chambre haute du Parlement d'Irlande, qui exista depuis le Moyen Âge jusqu'en 1800. Elle fut abolie en même temps que la Chambre des communes irlandaise par l'Acte d'Union de 1800. 
La Chambre des lords était présidée par le lord chancelier, assis sur le woolsack, un large siège bourré de laines venant des trois royaumes d'Angleterre, d'Irlande et d'Écosse. Lors de l'ouverture officielle, les membres du Parlement étaient invités à rejoindre la Chambre des lords par le Black Rod, un officier royal qui commandait « aux membres, au nom de Son Excellence, de l'accompagner à la Chambre des pairs ». Les sessions étaient ouvertes de manière solennelle par le discours du Trône, lu par le Lord Lieutenant, assis sur le trône, sous un dais de velours écarlate.
À la suite de l'acte d'Union, la pairie d'Irlande élit 28 de ses membres pour siéger à la Chambre des lords britannique. Cette pratique prit fin en 1922 avec la création de l'État libre d'Irlande. D'autres pairs irlandais furent autorisés à se présenter aux élections de la Chambre des communes britannique.
Le bâtiment du Parlement, datant du XVIIIe siècle, situé College Green à Dublin, est maintenant une agence commerciale de la Bank of Ireland, et les visiteurs peuvent apercevoir l'ancienne salle de la Chambre des Lords irlandaise à l'intérieur du bâtiment.